# Jordi Bolòs i Masclans
Jordi Bolòs i Masclans (Barcelona, 1955) és catedràtic d'història medieval de la Universitat de Lleida, fill d'Oriol de Bolòs i Capdevila.
La seva obra mestra és la col·lecció dels Atles dels comtats de la Catalunya carolíngia, obra realitzada conjuntament amb Víctor Hurtado de 1998 a 2018. L'obra inclou deu volums, dedicats als comtats de Besalú, Empúries-Peralada, Girona, Osona, Manresa, Urgell, Rosselló, Conflent, Vallespir i Fenollet, Pallars i Ribagorça, Cerdanya i Berga. La col·lecció es va acabar amb el desè volum, dedicat al comtat de Barcelona. Segons Josep Maria Salrach i Marès: «aquesta col·lecció d'Atles dels comtats de la Catalunya carolíngia és i serà una eina d’imprescindible consulta durant molts anys». La revista Sàpiens va avaluar aquesta obra: «Després de vint anys d’investigació i deu volums publicats, aquests dos medievalistes han conclòs […] una obra minuciosa que reconstrueix el paisatge i el poblament de la Catalunya de fa mil anys».
Sempre va recercar sobre el paisatge històric, com ara en el projecte PaHisCat i en els estudis sobre la vida quotidiana a l'edat mitjana. Amb Josep Moran va publicar el Repertori d'Antropònims Catalans (RAC I), dels segles ix i x, considerat per Monique Bourin com una eina de treball impressionant.

## Reconeixement
- 2005 Premi Crítica Serra d'Or de Recerca per a Els orígens medievals del paisatge català.[13]
- 1999 Premi Pròsper de Bofarull d'Història Medieval de l'IEC.[14][15]

## Llibres destacats
Per una bibliografia més completa vegeu: «Obra de Jordi Bolòs i Masclans» a Dialnet.
- La col·lecció de deu atles Els comtats de Catalunya carolíngia (1998-2018), junts amb el cartògraf Víctor Hurtado, fruit de vint anys de recerca. Descriu les fronteres dels comtats de fa deu anys i connecta els topònims d'antany amb la cartografia actual.[7] Tracta la cartografia política, toponímica i econòmica dels comtats de Besalú, Empúries, Peralada, Girona, Osona, Manresa, Urgell, Rosselló, Vallespir, Fenollet, Rosselló, Pallars, Ribagorça, Cerdanya, Berga i Barcelona.[16] S'hi explica els dominis i feus laics i eclesiàstics.[1]
- Repertori d'antropònims catalans (RAC) amb el filòleg Josep Moran i Coerinjauregui (1994). És el resultat d'una recerca internacional sobre l'antroponímica de totes les llengües romàniques,[17][18] el projecte PatRom, que va ser llençat el 1987. Recull tots els noms de persona de documents de la Catalunya Vella dels segles ix i x.[19] Segons el filòleg Xavier Terrado: «És un llibre d'ús imprescindible per a tots els estudiosos interessats en la història de Catalunya i en la llengua catalana.»[20]

- Com veieren els Països Catalans alguns viatgers del segle XVI.  Barcelona: Rafael Dalmau Editor, 1980. ISBN 84-232-0175-9.
- Els molins fariners.  Barcelona: Ketres, 1983. ISBN 84-85256-30-1.
- El monestir de Sant Llorenç prop Bagà.  Barcelona: Proa, 1986. ISBN 84-7588-147-5. amb M. Pagès
- El mas, el pagès i el senyor. Paisatge i societat en una parròquia de la Garrotxa a l'edat mitjana.  Barcelona: Curial, 1995. ISBN 84-88645-98-8.
- Un mas pirinenc medieval. Vilosiu B (Cercs, Berguedà). Estudi dels edificis i materials trobats durant les excavacions (1984-1986).  Lleida: Universitat de Lleida, 1996. ISBN 84-88645-98-8.
- Castells de la Catalunya central.  Manresa: Angle, 1997. ISBN 84-88811-32-2.
- La vida quotidiana a Catalunya en l'època medieval.  Barcelona: Edicions 62, 2000. ISBN 84-297-4773-7.
- Catalunya medieval. Una aproximació al territori i a la societat a l'edat mitjana.  Barcelona: Pòrtic, 2000. ISBN 84-7306-575-1.
- Els orígens medievals del paisatge català. L'arqueologia del paisatge com a font per a conèixer la història de Catalunya, 2004. ISBN 84-7283-745-9.[21]
- Diplomatari del monestir de Santa Maria de Serrateix (segles X-XV).  Barcelona: Fundació Noguera, 2006. ISBN 84-9779-465-6.
- Dins les muralles de la ciutat. Carrers i oficis a la Lleida dels segles XIV i XV.  Lleida: Pagès editors - Ajuntament de Lleida, 2008. ISBN 978-84-9779-715-3.
- Diplomatari del monestir de Sant Pere de la Portella.  Barcelona: Fundació Noguera, 2009. ISBN 978-84-9779-826-6.
- The Historic Landscape of Catalonia. Landscape History of a Mediterranean Country in the Middle Ages.  Turnhout: Brepols, 2023. ISBN 978-2-503-60305-6.